# エードゥアルト・フォン・ベーム＝エルモッリ

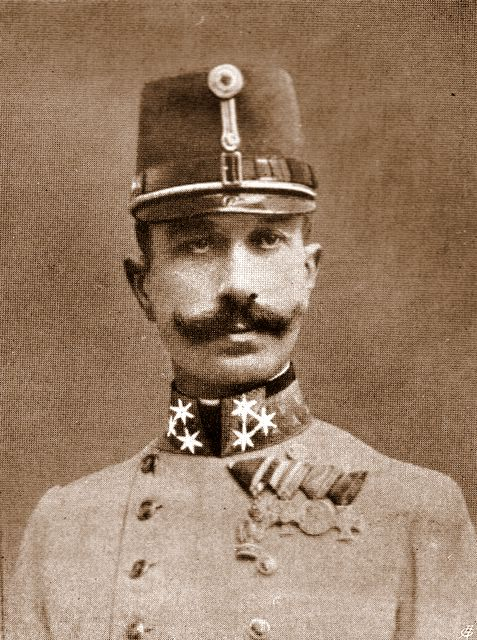
ベーム＝エルモッリ（1897年頃）

エードゥアルト・フライヘーア（男爵）・フォン・ベーム＝エルモッリ（Eduard Freiherr von Böhm-Ermolli, 1856年2月12日‐1941年12月9日）は、オーストリア＝ハンガリー帝国の軍人。第一次世界大戦で軍司令官を務め元帥に列せられたほか、晩年に名誉礼としてナチス・ドイツにより第三帝国の元帥に列せられた。

## 経歴
当時教皇領だったイタリアのアンコナに生まれる。父ゲオルク・ベームはオーストリア帝国軍の下士官だったが、1849年のノヴァラの戦いで格別の勇気を示して特別に士官に昇進し、1877年の退役後に名誉少佐とされた。1885年には夫人の旧姓をつけた「ベーム＝エルモッリ」に改姓を許され、同年世襲貴族に列せられている。
父の駐屯地であるトロッパウに育ったベーム＝エルモッリはザンクト・ペルテンの士官学校を卒業し、ウィーナー・ノイシュタットのテレジア陸軍アカデミーに学んだ。1875年に少尉に任官し第4竜騎兵連隊に配属される。3年後陸軍大学で参謀教育を受けて優秀な成績で卒業、第21旅団に参謀将校として配属された。おもにガリツィアでさまざまな部隊の指揮官や参謀を務めたのち、1912年に騎兵大将に昇進しクラカウの第1軍団司令官に就任した。前年からは皇帝枢密顧問官となっている。
1914年の第一次世界大戦勃発と共に第2軍司令官に任命され、終戦まで務めた。実質的にドイツ軍の指揮下にあったとはいえ、劣勢のオーストリア軍でこれだけ長い期間軍司令官を務め上げた将官は皆無である。ドイツ帝国のプール・ル・メリット勲章を受章。大戦中に軍集団司令官となり、1916年に上級大将に昇進。1917年には世襲男爵に叙され、翌年1月に元帥に列せられた。同年ウクライナ占領を担当するが、この年オーストリア帝国は戦争に敗れ、部隊はオデッサで解散した。この敗戦で帝政が崩壊すると、ベーム＝エルモッリはオーストリア帝国から独立したチェコスロバキアの領内となった故郷トロッパウに隠棲した。
チェコスロバキア政府はベーム＝エルモッリに年金を給付したほか、予備役陸軍大将としてチェコスロバキア軍で軍司令官格とされたが、現役に復帰することは無かった。1938年にナチス・ドイツがズデーテン地方を併合すると、ベーム＝エルモッリはドイツ国民となった。いまやドイツの一部となっていたオーストリアの旧軍唯一の生き残っている元帥として、第二次世界大戦中の1940年10月に第三帝国は名誉礼としてベーム＝エルモッリを第三帝国元帥に列し、トロッパウに駐屯する第28歩兵連隊名誉連隊長とした。翌年85歳で死去した際にはウィーンで国葬が行われ、ドイツ国防軍最高司令部総長のヴィルヘルム・カイテル元帥が参列した。墓はトロッパウに今も現存する。

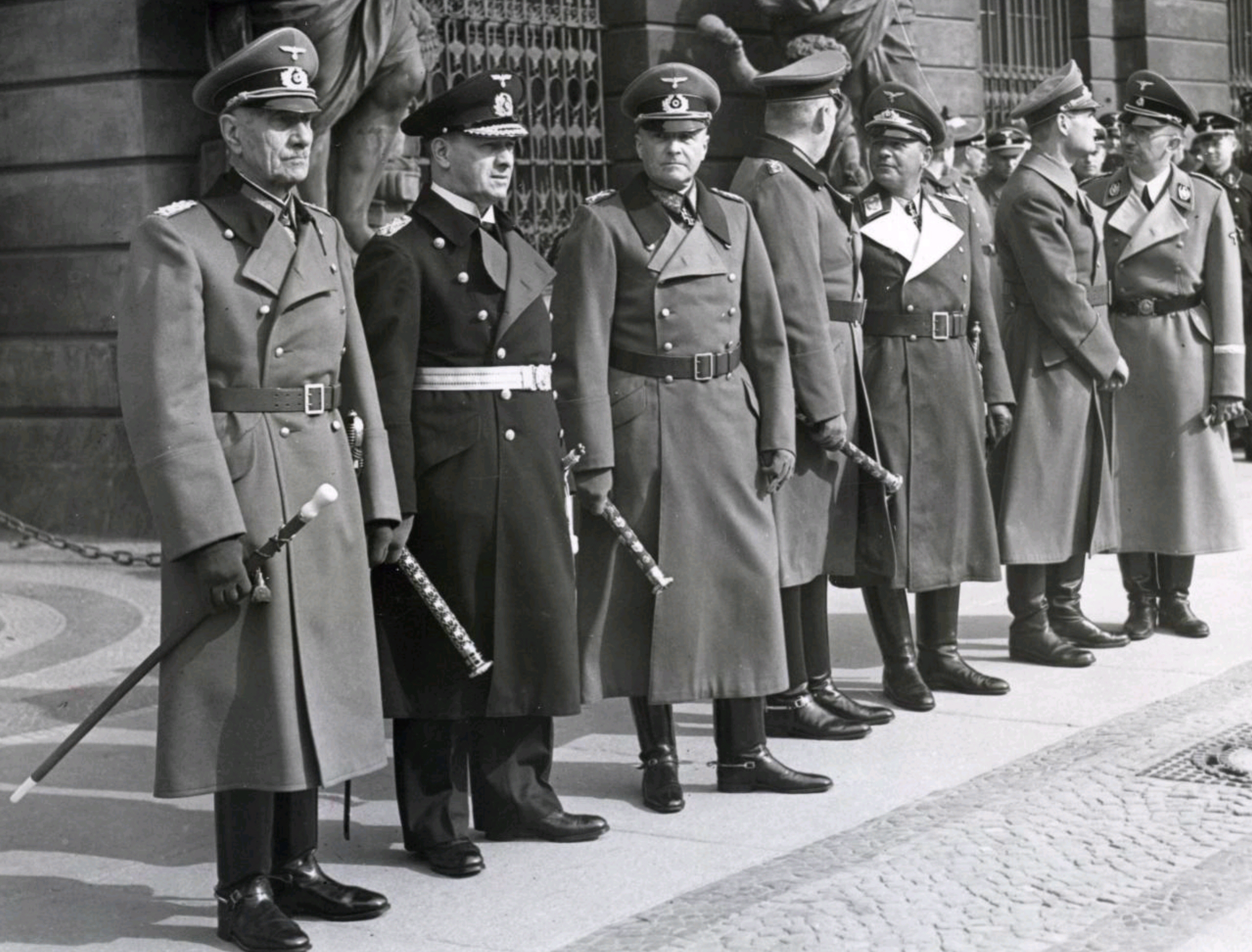
1941年 第三帝国元帥としてベルリンでの行事に参加した、最晩年のベーム＝エルモッリ(左端。1941年3月16日)
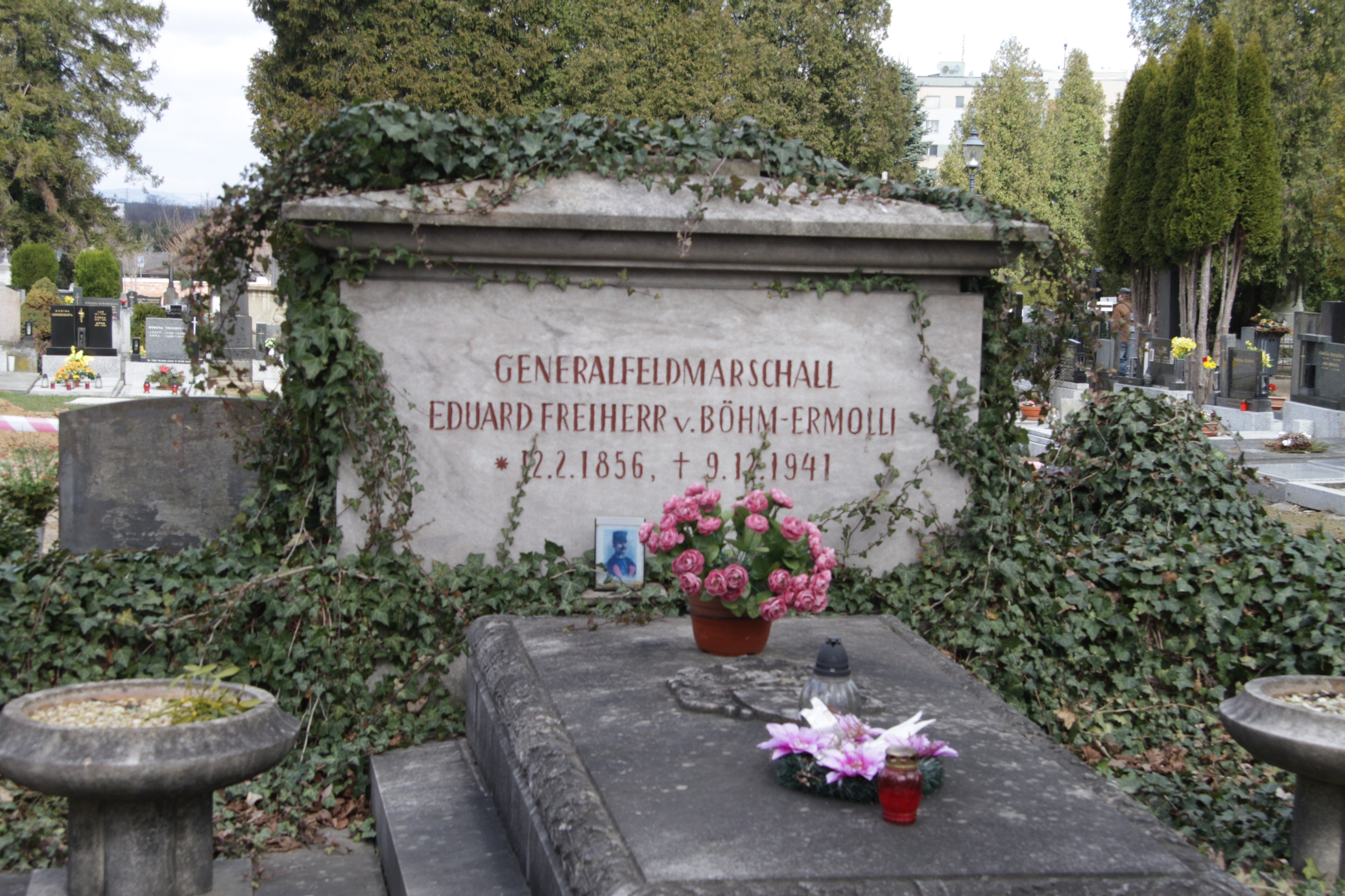
トロッパウにある墓